# Ливанско-уругвайские отношения
Ливанско-уругвайские отношения — двусторонние дипломатические отношения между Уругваем и Ливаном. Ливан имеет посольство в Монтевидео, а Уругвай содержит своё посольство в Бейруте. Страны поддерживают дружественные отношения, важность которых связана с историей ливанской иммиграции в Уругвай. В Уругвае насчитывается от 53 до 70 тысяч человек ливанского происхождения. Страны установили дипломатические отношения 25 октября 1945 года. Ливан и Уругвай являются членами Группы 77.

## Ливанцы в Уругвае

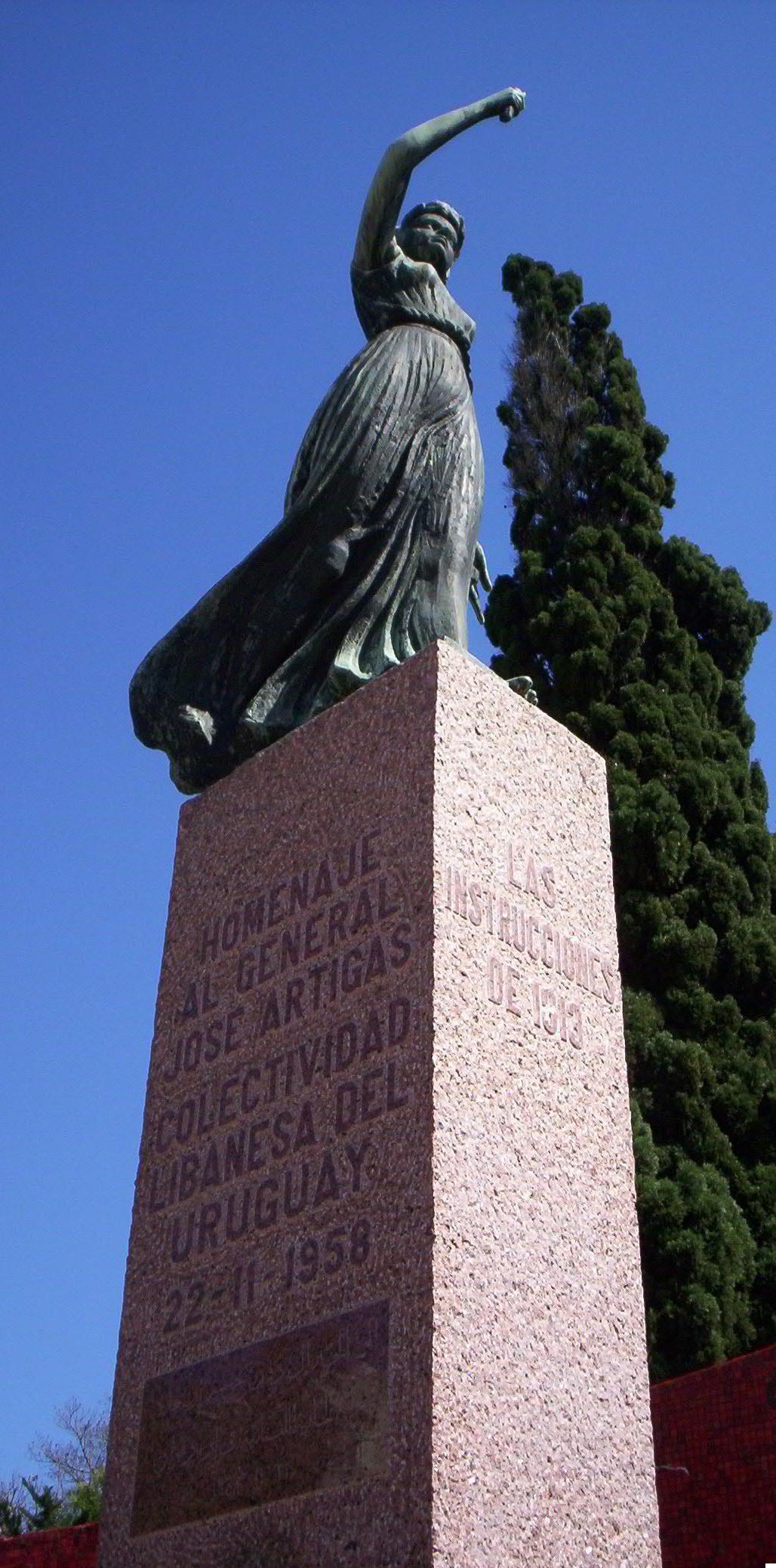
Памятник национальному герою Уругвая Хосе Хервасио Артигасу, подаренный ливанской общиной Уругвае.

Первые ливанские иммигранты прибыли в Уругвай в 1860-х годах. В 1954 году в Уругвае проживало 15 000 человек ливанского происхождения. К 2009 году их число выросло примерно до 55 000. В 1997 году спикер Палаты депутатов Уругвая отметил, что в этой 99-местной нижней палате уругвайского парламента находятся два члена ливанского происхождения, включая его самого.

## Дипломатические отношения
В 1924 году Уругвай учредил почётное консульство в Бейруте, а 16 ноября 1928 года оно стало генеральным консульством в Великом Ливане и Сирии. 25 октября 1945 года правительство Уругвая одним из первых установило дипломатические отношения с новым независимым государством Ливан, превратив свою бейрутскую миссию в посольство. В 1954 году Уругвай посетил президент Ливана Камиль Чамун. 31 мая 1954 года он подписал первый договор между двумя странами в Монтевидео.
С 1946 по 1963 год Ливан имел своё почётное консульство в Монтевидео. С 1963 года Ливан был представлен посредством своего посольства в Буэнос-Айресе, столице Аргентины. В 1971 году Ливан учредил дипломатическую миссию в Монтевидео с представительством на уровне послов.
В декабре 1999 года генеральный секретарь Министерства иностранных дел Ливана Зафер эль-Хасан провёл двусторонние переговоры с заместителем министра иностранных дел Уругвая Роберто Родригесом Пиоли об укреплении отношений между двумя странами в политической, экономической и культурной областях. Пиоли посетил Ливан с делегацией предпринимателей ливанского происхождения. Оба представителя подписали соглашение о культурном сотрудничестве.
В Уругвае возникли разногласия по поводу отношений с Ливаном, когда Хулио Мария Сангинетти из партии Колорадо, президент страны с 1995 по 2000 год, сказал в интервью после потери власти, что Уругвай был неправ, поддержав Ливан в его противостоянии с Израилем из-за неспособности Ливана бороться с терроризмом.
В мае 2007 года президент Ливана Эмиль Лахуд наградил покидающего свой пост посла Уругвая Воса Альберто Рубио Национальным орденом Кедра в знак благодарности за его дипломатическую работу. Позднее бывший посол торжественно открыл бюст Хосе Артигаса, освободителя Уругвая, в ознаменование почти 49 лет непрерывных дипломатических отношений между двумя странами. Новым же послом Уругвая в Ливане был назначен Луис Хуре Арнолетти.
После неожиданного избрания прозападного правительства в Ливане в июне 2009 года Уругвай поздравил президента Мишеля Сулеймана, новое правительство и народ Ливана, выразив надежду, что последние события ещё больше укрепят связи двух стран

В апреле 2011 года министр иностранных дел Уругвая Луис Альмагро с официальным визитом посетил Ливан в рамках своей поездки по странам Ближнего Востока.

## Ливано-израильский конфликт
Уругвай последовательно поддерживает Ливан в спорах с Израилем. Когда в 1978 году разразился конфликт в южном Ливане, парламент Уругвая был единственным государством в Южной Америке, потребовавшим осуществления резолюции 425 Совета Безопасности ООН 1978 года, в которой содержался призыв к Израилю немедленно вывести свои силы из Ливана. Во время Ливанской войны 2006 года пять уругвайских семей ливанского происхождения оказались втянутыми в конфликт, но им удалось бежать из Ливана в Сирию. Уругвай координировал с Венесуэлой эвакуацию своих граждан. Министр иностранных дел Уругвая Рейнальдо Гаргано заявил, что Израиль должен прекратить огонь и начать переговоры с Ливаном под руководством ООН.